# Yang Wangsun
Yang Wangsun (chinesisch 楊王孫 / 杨王孙, W.-G. Yang Wang-sun) war ein chinesischer Daoist und Atheist, der während der Regierungszeit von Kaiser Wu (reg. 141–87 v. Chr.) in der Zeit der Früheren Han-Dynastie lebte. Dem Hanshu (Geschichte der Westlichen Han-Dynastie) zufolge gehörte er zur Huang-Lao-Schule. Yang war sehr reich, so dass er nie versuchte, einen Beamtenposten zu erhalten. Trotzdem widersetzte er sich dem Brauch verschwenderischer Beerdigungen und beauftragte seinen Sohn, ihn einmal nackt zu begraben. Eine Leiche, meinte er, sollte schlicht und einfach sein wie die Materie, in die sie sich verwandeln würde. Eine jede Zierde habe keine Vorteile für den Körper. Seine atheistischen Ansichten hielt er in der Schrift Über die Nacktbeerdigung (Luozang shu 臝葬書 / 裸葬书) fest.